# Kate Clanchy
Kate Clanchy (Glasgow, 6 novembre 1965) è una scrittrice e poetessa scozzese.

## Biografia
Nata Katharine Sarah Clancy a Glasgow nel 1965, ha studiato al George Watson's College di Edimburgo e inglese all'Università di Oxford.
Dopo aver insegnato per alcuni anni a Londra, si è trasferita nell'Oxfordshire e insegna letteratura inglese all'Università di Reading.
Il suo esordio in letteratura è avvenuto nel 1996 con la raccolta di liriche Slattern grazie alla quale ha vinto un Forward Poetry Prize.
In seguito ha pubblicato un romanzo, una raccolta di racconti, diversi saggi e altre tre collezioni di poesie ottenendo numerosi riconoscimenti e nel 2011 è stata nominata la prima poetessa della città di Oxford.
Nominata membra dell'Ordine dell'Impero Britannico nel 2018 per i suoi servizi nella letteratura, nel 2021 ha annunciato di la riscrittura del suo saggio Some Kids I Taught And What They Taught Me in seguito alle numerose critiche di razzismo mosse nei suoi confronti, in particolare nelle descrizioni di alcuni alunni stranieri e autistici.

## Opere

### Romanzi
- Meeting the English (2013)

### Raccolte di poesie
- Slattern (1996)
- Samarkand (1999)
- Neonato (Newborn, 2004), Milano, Medusa, 2007 traduzione di Giorgia Sensi ISBN 978-88-7698-148-7.
- La testa di Shakila (Selected Poems, 2014), Faloppio, LietoColle, 2019 traduzione di Giorgia Sensi ISBN 978-88-93821-32-2.

### Raccolte di racconti
- The Not-Dead and the Saved and Other Stories (2015)

### Saggi
- What Is She Doing Here? (2008)
- Antigona and Me (2009)
- Some Kids I Taught And What They Taught Me (2019)
- How to Grow Your Own Poem (2020)

### Curatele
- Le colombe di Damasco: poesie da una scuola inglese (England: poems from a school, 2018), Faloppio, LietoColle, 2020 traduzione di Giorgia Sensi ISBN 978-88-93821-88-9.

## Premi e riconoscimenti
Eric Gregory Award
- 1994

Scottish First Book of the Year
- 1996 - vincitrice con Slattern

Forward Poetry Prize
- 1996 - vincitrice nella categoria "Miglior raccolta di debutto" con Slattern

Somerset Maugham Award
- 1996 - vincitrice con Slattern

BBC National Short Story Award
- 2009 - vincitrice con The Not-Dead and the Saved

Cholmondeley Award
- 2018

Orwell Prize
- 2020 - vincitrice nella categoria "Saggistica politica" con Some Kids I Taught and What they Taught Me